# Serhij Semenow
Serhij Ołeksandrowycz Semenow (ukr. Сергій Олександрович Семенов; ur. 28 lipca 1988 w Czernihowie) – ukraiński biathlonista, dwukrotny medalista mistrzostw świata.

## Kariera
Biathlon zaczął uprawiać w 1999 roku. Sześć lat później pojechał na swoją pierwszą imprezę międzynarodową - mistrzostwa świata juniorów w Kontiolahti, gdzie zajął 38. miejsce w biegu indywidualnym. Na rozgrywanych dwa lata później mistrzostwach świata juniorów w Martell był między innymi piąty w sztafecie i szósty w sprincie. Jeszcze dwukrotnie startował na imprezach tego cyklu, w tym zajmując czwartą pozycję w sztafecie i piątą w biegu pościgowym podczas mistrzostw świata juniorów w Canmore w 2009 roku.
W zawodach Pucharu Świata zadebiutował 17 grudnia 2009 roku w Pokljuce, zajmując 50. miejsce w biegu indywidualnym. Pierwsze pucharowe punkty zdobył dwa dni później w tej samej miejscowości, kiedy zajął 19. miejsce w sprincie. Na podium zawodów tego cyklu pierwszy raz stanął 5 marca 2013 roku w Soczi, gdy rywalizację w biegu indywidualnym ukończył na trzeciej pozycji. W zawodach tych lepsi byli tylko Francuz Martin Fourcade i Niemiec Andreas Birnbacher. W kolejnych startach jeszcze cztery razy stawał na podium: 3 grudnia 2014 roku w Östersund był drugi w biegu indywidualnym, 12 lutego 2015 roku w Oslo był trzeci w tej konkurencji, 5 marca 2016 roku w Oslo zajął trzecie miejsce w sprincie, a 20 stycznia 2017 roku w Anterselvie ponownie był trzeci w biegu indywidualnym. Najlepsze wyniki osiągnął w sezonie 2015/2016, kiedy zajął 21. miejsce w klasyfikacji generalnej. Ponadto w sezonie 2014/2015 zwyciężył w klasyfikacji biegu indywidualnego.
Na mistrzostwach świata w Chanty-Mansyjsku w 2011 roku wspólnie z Ołeksandrem Biłanenko, Andrijem Deryzemlą i Serhijem Sedniewem wywalczył brązowy medal w sztafecie. Był to pierwszy w historii medal dla Ukrainy w tej konkurencji. Podczas mistrzostw świata w Oslo w 2016 roku zdobył brązowy medal w sprincie. Uplasował się tam za Fourcade'em i Ole Einarem Bjørndalenem z Norwegii. Był też między innymi piąty w biegu indywidualnym na mistrzostwach świata w Kontiolahti w 2015 roku i rozgrywanych dwa lata później mistrzostwach świata w Hochfilzen.
W 2010 roku wystartował na igrzyskach olimpijskich w Vancouver. Jego najlepszą pozycją było 33. miejsce w sprincie. Na rozgrywanych cztery lata później igrzyskach w Soczi trzykrotnie plasował się w czołowej dziesiątce: w sztafecie mieszanej był siódmy, a w biegu indywidualnym i sztafecie mężczyzn dziewiąty. Brał też udział w igrzyskach olimpijskich w Pjongczangu w 2018 roku, jednak indywidualnie zajmował miejsca w piątej i szóstej dziesiątce, jednocześnie był dziewiąty w sztafecie.

## Osiągnięcia

### Zimowe igrzyska olimpijskie
| Rok  | Miejscowość | Konkurencje | Konkurencje | Konkurencje | Konkurencje | Konkurencje | Konkurencje | Konkurencje |
| Rok  | Miejscowość | IN          | SP          | PU          | MS          | RL          | MR          | SR          |
| ---- | ----------- | ----------- | ----------- | ----------- | ----------- | ----------- | ----------- | ----------- |
| 2010 | Vancouver   | 52.         | 33.         | 39.         | –           | –           | nd.         | nd.         |
| 2014 | Soczi       | 9.          | 41.         | 39.         | –           | 9.          | 7.          | nd.         |
| 2018 | Pjongczang  | 53.         | 46.         | 49.         | –           | 9.          | –           | nd.         |

### Mistrzostwa świata
| Rok  | Miejscowość          | Konkurencje | Konkurencje | Konkurencje | Konkurencje | Konkurencje | Konkurencje | Konkurencje |
| Rok  | Miejscowość          | IN          | SP          | PU          | MS          | RL          | MR          | SR          |
| ---- | -------------------- | ----------- | ----------- | ----------- | ----------- | ----------- | ----------- | ----------- |
| 2011 | Chanty-Mansyjsk      | 20.         | 28.         | 15.         | 22.         | 3.          | 8.          | nd.         |
| 2012 | Ruhpolding           | 60.         | 22.         | 49.         | –           | 8.          | 14.         | nd.         |
| 2013 | Nové Město na Moravě | –           | 41.         | 45.         | –           | 14.         | –           | nd.         |
| 2015 | Kontiolahti          | 5.          | 26.         | 11.         | 27.         | 9.          | 11.         | nd.         |
| 2016 | Oslo                 | 55.         | 3.          | 8.          | 8.          | 16.         | 4.          | nd.         |
| 2017 | Hochfilzen           | 5.          | 41.         | 15.         | 27.         | 6.          | 5.          | nd.         |
| 2019 | Östersund            | 69.         | –           | –           | –           | 12.         | –           | –           |
| 2020 | Anterselva           | 31.         | 42.         | 41.         | –           | 12.         | –           | –           |

### Mistrzostwa świata juniorów
| Rok  | Miejscowość | Konkurencje | Konkurencje | Konkurencje | Konkurencje | Konkurencje | Konkurencje | Konkurencje |
| Rok  | Miejscowość | IN          | SP          | PU          | MS          | RL          | MR          | SR          |
| ---- | ----------- | ----------- | ----------- | ----------- | ----------- | ----------- | ----------- | ----------- |
| 2005 | Kontiolahti | 38.         | –           | –           | nd.         | –           | nd.         | nd.         |
| 2007 | Martell     | 17.         | 6.          | 8.          | nd.         | 5.          | nd.         | nd.         |
| 2008 | Ruhpolding  | 32.         | 20.         | 21.         | nd.         | 7.          | nd.         | nd.         |
| 2009 | Canmore     | 7.          | 12.         | 5.          | nd.         | 4.          | nd.         | nd.         |

### Mistrzostwa Europy
| Rok  | Miejscowość          | Konkurencje | Konkurencje | Konkurencje | Konkurencje | Konkurencje | Konkurencje | Konkurencje |
| Rok  | Miejscowość          | IN          | SP          | PU          | MS          | RL          | MR          | SR          |
| ---- | -------------------- | ----------- | ----------- | ----------- | ----------- | ----------- | ----------- | ----------- |
| 2007 | Bansko               | –           | 16.         | 15.         | nd.         | –           | nd.         | nd.         |
| 2008 | Nové Město na Moravě | 8.          | 37.         | 30.         | nd.         | –           | nd.         | nd.         |
| 2009 | Ufa                  | 2.          | 4.          | 4.          | nd.         | 4.          | nd.         | nd.         |
| 2010 | Otepää               | –           | 16.         | 11.         | nd.         | 4.          | nd.         | nd.         |
| 2012 | Osrblie              | 15.         | 4.          | 2.          | nd.         | 5.          | nd.         | nd.         |
| 2013 | Bansko               | 1.          | 23.         | 5.          | nd.         | –           | nd.         | nd.         |
| 2015 | Otepää               | 2.          | 9.          | –           | nd.         | –           | nd.         | nd.         |

### Uniwersjada
| Rok  | Miejscowość | Konkurencje | Konkurencje | Konkurencje | Konkurencje | Konkurencje | Konkurencje | Konkurencje |
| Rok  | Miejscowość | IN          | SP          | PU          | MS          | RL          | MR          | SR          |
| ---- | ----------- | ----------- | ----------- | ----------- | ----------- | ----------- | ----------- | ----------- |
| 2011 | Erzurum     | 5.          | 2.          | 1.          | 4.          | nd.         | 1.          | nd.         |

### Puchar Świata

#### Miejsca w klasyfikacji generalnej
| Sezon     | Miejsce |
| --------- | ------- |
| 2009/2010 | 47.     |
| 2010/2011 | 35.     |
| 2011/2012 | 42.     |
| 2012/2013 | 42.     |
| 2013/2014 | 22.     |
| 2014/2015 | 26.     |
| 2015/2016 | 21.     |
| 2016/2017 | 23.     |
| 2017/2018 | 79.     |
| 2018/2019 | 54.     |
| 2019/2020 | 67.     |

#### Miejsca na podium chronologicznie
| Lp. | Dzień       | Rok  | Miejscowość | Konkurencja                | Lokata | Pudła   | Czas biegu | Strata  | Zwycięzca           |
| --- | ----------- | ---- | ----------- | -------------------------- | ------ | ------- | ---------- | ------- | ------------------- |
| 1.  | 7 marca     | 2013 | Soczi       | Bieg indywidualny na 20 km | 3.     | 0+0+0+0 | 50:12,5    | +31,9   | Martin Fourcade     |
| 2.  | 3 grudnia   | 2014 | Östersund   | Bieg indywidualny na 20 km | 2.     | 0+1+0+0 | 54:43,2    | +1:17,6 | Emil Hegle Svendsen |
| 3.  | 12 lutego   | 2015 | Oslo        | Bieg indywidualny na 20 km | 3.     | 0+0+0+0 | 52:16,2    | +48,8   | Martin Fourcade     |
| 4.  | 5 marca     | 2016 | Oslo        | Sprint na 10 km            | 3.     | 0+0     | 26:03,0    | +27,6   | Martin Fourcade     |
| 5.  | 20 stycznia | 2017 | Anterselva  | Bieg indywidualny na 20 km | 3.     | 0+0+0+1 | 50:39,1    | +56,8   | Anton Szypulin      |

### Puchar IBU

#### Miejsca w klasyfikacji generalnej
| Sezon     | Miejsce |
| --------- | ------- |
| 2008/2009 | 76.     |
| 2009/2010 | 41.     |
| 2010/2011 | 110.    |
| 2011/2012 | 173.    |